# Кепекчелия
Кепекчелия (на македонска литературна норма: Кепекчелија) е село в централната източна част на Северна Македония, община Карбинци.

## География
Селото е разположено в планината Плачковица.

## История
В XIX век Кепекчелия е изцяло турско село в Щипска кааза на Османската империя. Според статистиката на Васил Кънчов („Македония. Етнография и статистика“) от 1900 година Кепекчели има 185 жители, всички турци.
Според Димитър Гаджанов в 1916 година в Кепекчи живеят 52 турци.